# Allegro con disperazione
Allegro con disperazione è un romanzo di Gianna Manzini, pubblicato nel 1965. Lo stesso anno, il libro ha vinto il Premio Napoli di narrativa.

## Struttura e trama del libro
La vicenda si svolge a Roma nel corso di una notte, tra il 18 e il 19 maggio di un anno imprecisato, ma collocabile nei primi anni Sessanta. I fatti narrati sono accompagnati da lunghi flashback, nei quali si racconta il vissuto dei due protagonisti, Marcello e Angela.

### La vicenda
In una bella serata di maggio, Marcello esce di casa per recarsi in autobus sul luogo di lavoro. Tornerà tra le due e le quattro del mattino. La moglie Angela ha messo a letto il loro bambino Stefano, di circa cinque anni, e termina alcune faccende, prima di preparare un pasto notturno per il marito e coricarsi. Dopo le undici suona il telefono: Claudia, la madre di Angela, sta molto male e la zia Lavinia (che vive con la sorella), comunica che è richiesta con urgenza la presenza di Angela stessa, con preghiera di trovare un farmaco, in quanto è atteso anche il medico. Costretta a svegliare il piccolo Stefano, Angela si mette con lui su un taxi e raggiunge una farmacia di turno. Ma quando esce dalla farmacia, trova che il tassista non può continuare la corsa, perché l'auto è stata tamponata; alla donna non resta che prendere il piccolo e avviarsi a un posteggio di taxi nelle vicinanze.
Mentre procede quasi trascinando l'assonnato Stefano, Angela pensa che è nei pressi del luogo dove lavora Marcello, perciò decide di passare per lasciargli un avviso sulla situazione in cui si trova. L'idea è infelice perché tra i due coniugi vige il patto di non raggiungere mai Marcello, neppure per telefono: ingaggiato come musicista per un club notturno, il giovane si è trovato a guadagnare assai, ma in modo per lui equivoco, travestendosi da donna ed esibendosi musicalmente come Signorina Consuelo. Non ne ha fatto parola con alcuno, ma ha voluto si dicesse alla mamma di Angela che corregge bozze in un giornale. Perciò la sorpresa della verità è sconvolgente: Angela e Stefano arrivano al portone del club e sulla soglia c'è una bellissima donna che prende una boccata d'aria. Il piccolo si perde a guardare la favolosa immagine e ne resta incantato; tra i tre permane il silenzio, finché Angela riesce a sottrarre il bambino e se stessa alla visione e proseguire. Raggiunge la casa della madre, mentre Stefano è crollato in un sonno profondo e all'arrivo viene messo a dormire nel letto della zia Lavinia.
La signora Claudia sembra in forma e si fa preparare per essere pulita e profumata, in caso di trapasso. Così Angela, che sin da piccola ha tenuto il broncio alla madre e ha pensato di non amarla, si dovrebbe irritare, eppure l'esperienza appena successa l'ha ben disposta e tra le due passa un affetto nuovo. Arriva il medico e pratica all'ammalata l'iniezione del farmaco portato da Angela, poi esce rassicurando tutti. Rimaste sole, Claudia rivela alla figlia che è tornato Enzo. Si tratta del figlio di un'amica di Claudia, assai maggiore di Angela, che ha la colpa di averla violentata quando era piccina, ma ha espiato con un lungo esilio e una serie di privazioni ed ora, saputo del suo felice matrimonio, ha trovato il coraggio di tornare dai genitori. Enzo era stato allontanato grazie a Candutti, amico delle due famiglie, ma anche responsabile di aver trascinato, tanti anni dopo, Marcello a quell'umiliante lavoro. E Angela capisce che deve cadere ogni segreto tra lei e il marito e parlare per prima; bacia la madre e torna sola a casa.
Nel frattempo, Marcello ha lasciato il club ed è moralmente distrutto: non avrebbe mai voluto che il suo bambino lo vedesse così, e tantomeno che fosse rimasto affascinato dalla visione. Il suo ritorno a casa è pieno di ombre e demoni; vorrebbe vendicarsi di Angela e solo marginalmente pensa che la moglie deve aver avuto motivi seri per averlo cercato. Dopo molte macerazioni interiori, entra finalmente in casa e si trova a tu per tu con Angela. Lei cerca di parlargli, ma lui crolla e singhiozza, poi respinge i vari tentativi di lei, che propone di andarsene in Germania, visto che la mamma ha poco da vivere. Quando arriva a parlargli di quel che le è successo da bambina, Marcello le dice di sapere tutto, persino il nome di Enzo, e che subito la mamma gli aveva parlato, appena aveva capito che Angela era innamorata di lui. Sfinito, si abbandona finalmente all'amplesso cui Angela lo invita, per fargli affogare la disperazione di cui è preda. E, alle sette del mattino, arriva la vicina a comunicare che devono correre da Claudia, che tutto è finito: lì potranno piangere senza dover dire il perché.

### Storia di Marcello
Marcello è stato abbandonato neonato, con una piccola croce al collo e una medaglietta tagliata a metà, sulla quale erano incisi il nome e la data di nascita. Affidato a una famiglia di ebrei tedeschi, ha ricevuto l'amore e la libertà di sviluppare una personalità armoniosa. Molto bello di aspetto, irradiante un sorriso contagioso, ha coltivato molti studi, senza però compiere tragitti scolastici regolari, assecondato dall'anticonformismo della sua famiglia adottiva. Ha appreso le lingue straniere, la musica e molto altro, e di giorno lavora nell'officina del padre. Ha circa vent'anni, quando i suoi decidono di trasferirsi in Germania e, nonostante sappia che li può seguire oppure raggiungere, decide di rimanere in Italia, anche nella speranza di ritrovare un giorno i suoi veri genitori.
Rimasto solo, affronta i più vari tipi di lavoro e fa il milite stradale quando incontra per la prima volta Angela. Lei sta guidando oltre il limite di velocità per condurre all'ospedale la madre sofferente e il ragazzo, compresa la situazione, le fa da scorta con un collega al pronto soccorso. Ben presto i due, innamorati da subito, si sposano e mettono su casa in un appartamento al quarto piano di un palazzo. Nasce anche un bimbo, Stefano. La paternità è vissuta con la massima gioia da Marcello, ma l'amore più grande è sempre Angela, alla quale vorrebbe offrire il mondo. Così un giorno, dopo una esibizione in famiglia, viene ingaggiato da Candutti per suonare la chitarra e cantare in un club raffinato. L'idea non piace al giovane, ma a spingerlo è il fatto che vuole regalare ad Angela l'automobile. Lui non ha la patente, si arrangiano e non manca nulla, però lei era abituata a un tenore di vita più da benestanti.
Il lavoro nel club si rivela più strano del previsto: Marcello ogni sera è truccato e vestito come una donna e tutto ciò che gli fanno indossare è di alta qualità. I soldi arrivano e si accumulano, l'automobile è ormai realtà. Però il giovane solo ora si rende conto di essere cresciuto in un disordine che lo ha reso facile preda di quello che egli giudica sbagliato e vizioso; se avesse perseguito una posizione precisa, un titolo di studio che lo collocasse in un lavoro magari convenzionale ma serio, ora non dovrebbe vergognarsi di guadagnare in questo modo; bellezza, simpatia, abbondanza di doti non lo hanno fortificato. Così, quando è sorpreso da Angela e dal bambino nel suo travestimento, ha reazioni di sofferenza estrema e crolla su se stesso, come un eroe di tragedia dell'antichità.

### Storia di Angela
Nata in una famiglia romana assai benestante, Angela è vissuta con genitori e zia materna, nonché con la presenza assidua di vari amici di famiglia: Candutti, Valeria (amica della mamma) e il figlio di questa, Enzo, di numerosi anni maggiore di lei. A circa cinque anni accade una disgrazia, mai spiegata: Enzo l'ha violentata ed è fuggito. La bambina si è rinchiusa in un silenzio che l'ha isolata da tutti e non ha mai ceduto alle troppe domande che le sono state rivolte. Con la madre ha ingaggiato una sorta di guerra, per esprimerle quanto odio coltiva nei suoi confronti.
L'incontro con Marcello è accolto da tutti come una benedizione; Angela si apre all'amore, alla maternità, alla vita domestica. Lascia senza rimpianti la sua automobile alla zia Lavinia, perché la mamma è malata e quindi ha maggiori necessità. Ma nei pensieri più nascosti e mai rivelati, ha continuato a vedere Enzo che fugge, che affronta i luoghi più impervi. Nessuno si stupisce per improvvisi malumori e quando Marcello, in una festa familiare, accetta di suonare e suscita l'ammirazione generale, ha una reazione di rabbia e gelosia, incomprensibile per lei, ma non per la madre che le legge dentro e non la tormenta.
Nella notte in cui è chiamata al capezzale della madre, Angela incontra Marcello, involontariamente, ma solo in parte, perché sa bene di non doversi avvicinare al luogo in cui il marito lavora. Abituata a un costante lavorio interiore, comprende quanto l'evento colpisca Marcello nell'orgoglio. Poi la rivelazione della madre che Enzo è tornato, che ha posto fine alla sua espiazione, le fa capire quanto il suo silenzio non abbia impedito agli altri di comunicare e di sentirsi vicini. Perciò, tornando a casa, si chiede se Marcello ricomparirà e si prepara ad accoglierlo. Soprattutto ammette per la prima volta con se stessa di aver provocato il lontano evento della violenza (sia pure da bambina che vede accolti tutti i suoi capricci), di aver coltivato un enorme errore, credendo che le fosse dovuta la pietà altrui. Questo vuole offrire al marito quando tornerà, anche partire, anche sparire accettando l'invito della famiglia adottiva di Marcello; tutto pur di essere davvero sinceri e uniti.

## Edizioni
- Gianna Manzini, Allegro con disperazione, Mondadori, Milano 1965